# Liparis de Bernier
Liparis bernieri
Espèce
Le liparis de Bernier (Liparis bernieri) est une espèce de plantes à fleurs de la famille des Orchidaceae (les orchidées). Elle est endémique de l'île de La Réunion, département d'outre-mer français dans le sud-ouest de l'océan Indien.